# Grand Cornier
La Grand Cornier (3.962 m s. n. m.) es una montaña de los Alpes Peninos (subsección Alpes del Weisshorn y del Cervino). Se encuentra en el Cantón del Valais entre Val d'Anniviers y el Vallon de Ferpècle.
La primera ascensión a la cima por la vertiente este fue realizada el 16 de junio de 1865 por Edward Whymper, Christian Almer, Michel Croz y F. Biner.
Según la SOIUSA, la Grand Cornier pertenece a:
- Gran parte: Alpes occidentales
- Gran sector: Alpes del noroeste
- Sección: Alpes Peninos
- Subsección: Alpes del Weisshorn y del Cervino
- Supergrupo: Cadena Dent Blanche-Grand Cornier
- Grupo: Grupo del Grand Cornier
- Subgrupo: Cadena Grand Cornier-Pigne de la Lé
- Código: I/B-9.II-C.6.a